# Gebrauchspistole
Als Gebrauchspistole beziehungsweise Gebrauchsrevolver werden Kurzwaffen bezeichnet, die dazu konstruiert sind, um sie im Alltag mitführen zu können. Dabei wird eine Gebrauchspistole nicht primär auf höchste Präzision im Scheibenwettbewerb hin konstruiert, sondern um lange Zeit sicher mitgeführt zu werden und zuverlässig und hinreichend präzise Schüsse, auch unter widrigen Umweltbedingungen und unter großem situativem Stress, abgeben zu können. Primäre Zielgruppe sind Militärpersonen, Polizei- und Sicherheitskräfte, private Sicherheits- und Militärunternehmen oder Jäger. In Anwendung der geltenden Einschränkungen im Waffenrecht können Gebrauchspistolen auch zur Selbstverteidigung im Alltag mitgeführt werden. Beim Militär eingeführte Gebrauchspistolen werden als Ordonnanzpistole, bei der Polizei als Dienstpistole bezeichnet.
Der Begriff wird speziell in der Bundesrepublik Deutschland im Sportschießen verwendet, um die Gebrauchspistolen von speziellen Sportpistolen unterscheiden zu können. Nach der Sportordnung des Deutschen Schützenbundes (DSB) müssen solche Pistolen oder Revolver:
- ein Gewicht (ungeladen) kleiner oder gleich 1500 g (1550 g im Kaliber .44 Magnum),
- ein Abzugsgewicht größer oder gleich 1000 g,
- ein Kaliber von 9 × 19 mm, .45 ACP, .357 Magnum oder .44 Magnum,
- und eine Lauflänge von maximal 153 mm und eine Visierlinie von maximal 220 mm

aufweisen, um als Gebrauchspistole bzw. Gebrauchsrevolver zu gelten. Für das Schießen in der Disziplin Gebrauchspistole bzw. Gebrauchsrevolver sind Schieß- und Wettkampfregeln festgelegt, auch das Leistungsabzeichen und das Meisterschützenabzeichen des DSB (365 Ringe mit 40 Schuss) kann mit der Gebrauchspistole erworben werden.
In manchen Schießsportverbänden dürfen die Gebrauchspistolen gegenüber dem Originalzustand nicht modifiziert werden, zum Beispiel sind beim Kyffhäuserbund in der Disziplin Gebrauchspistole nur Waffen ohne technische Veränderungen erlaubt, die im Wettkampfzustand in einer „regulären Polizei- oder Armee-Einheit geführt wurden oder werden“.
Verbreitete Gebrauchspistolen sind unter anderem die österreichische Glock 17, die tschechische ČZ 75 und die deutsche Walther P99.